# Craig Stevens (Schwimmer)
Craig Stevens (* 23. Juli 1980 in Sydney, New South Wales) ist ein australischer Schwimmer. Er ist spezialisiert auf die 400, 800 und 1500 Meter Freistil.
Seine erste internationale Medaille gewann Stevens bei den Commonwealth Games 2002 in Manchester, als er über 1500 m Freistil den dritten Platz belegte. Im 400-m-Rennen wurde er Vierter. Im selben Jahr gewann er Gold mit der australischen 4 × 200-m-Staffel bei den Kurzbahnweltmeisterschaften in Moskau, allerdings ging er hierbei im Finale nicht an den Start, sondern lediglich im Vorlauf.
Im Vorfeld der Olympischen Spiele 2004 wurde Stevens der breiten Öffentlichkeit bekannt, als er zu Gunsten seines Freundes Ian Thorpe auf seinen Start über 400 m verzichtete. Thorpe hatte bei den australischen Trials einen Fehlstart verursacht und war somit disqualifiziert worden. Bei den Olympischen Spielen 2004 in Athen gewann er mit der australischen 4 × 200-m-Staffel Silber.
Bei den Commonwealth Games 2006 in Melbourne wurde Stevens für das australische Team nominiert, da Thorpe aus Krankheitsgründen absagen musste. Nachdem Stevens über 400 m den Vorlauf als schnellster Schwimmer gewonnen hatte, erreichte er im Finale lediglich den vierten Platz. Auch über 1500 m erreichte er das Finale und wurde Sechster.
Bei den Schwimmweltmeisterschaften 2007 gewann Stevens seine erste Weltmeisterschaftsmedaille, als er über 800 m Freistil in einer persönlichen Bestzeit von 7:48,67 min zunächst den dritten Rang belegte. Allerdings wurde der Sieger dieses Rennens Oussama Mellouli (Tunesien) später des Dopings überführt und so gewann Stevens die Silbermedaille. Im 1500-m-Finale durchbrach Stevens erstmals die 15-Minuten-Grenze und belegte in persönlicher Bestzeit von 14:59,11 min den sechsten Platz.

## Steckbrief
- Klub: SLC AQUADOT
- Größe: 188 cm
- Gewicht: 80 kg
- Trainer: Tracey Menzies